# František Kašík

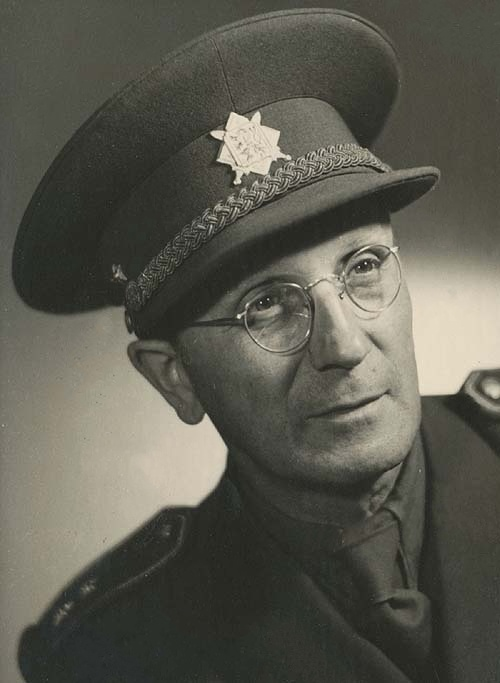
Major František Kašík (1945)

František Kašík (* 26. März 1888 in Polná; † 18. September 1969 in Prag) war ein tschechischer Bauingenieur, Denkmalpfleger und Offizier sowie Erfinder des Tschechenigels.

## Leben und Wirken
František Kašík wuchs in Polná auf und verbrachte seine Jugendzeit in der Region der Böhmisch-Mährischen Höhe. Als Österreich-Ungarn am 28. Juli 1914 Serbien den Krieg erklärte, wurde er bald danach eingezogen und für die österreichisch-ungarischen Armee dem Artillerieregiment Nr. 3 zugewiesen. Nach der Einnahme der Festung Přemyšl im März 1915 geriet er in russische Gefangenschaft. Danach war er als Soldat tschechoslowakischer Legionär in Russland. 1935 wurde er Major der Tschechoslowakischen Armee und dort bei der Direktion für Befestigungsarbeiten (ŘOP) eingeteilt. Dort entwarf er ein später erfolgreiches Panzerabwehrhindernis, das später als Tschechenigel (tschechisch: rozsocháč) bekannt wurde. Im Jahr 1962 ging Kašík in Pension, er starb am 18. September 1969 in Prag.